# Rhopalaea circula
Rhopalaea circula is een zakpijpensoort uit de familie van de Diazonidae. De wetenschappelijke naam van de soort werd voor het eerst geldig gepubliceerd in 2001 door het echtpaar Claude en Françoise Monniot.